# Sertab Gibi
Sertab Gibi musikalbum, utgivet av den turkiska sångerskan Sertab Erener 1997.
1. Uzaklara
2. Aslolan aşktır
3. İncelikler yüzünden
4. Seyrüsefer
5. Dağ gibiyim
6. Yara
7. Aaa
8. Bozlak
9. İyi ki doğdun
10. Yüz yüzeyim
11. Yağmur gülleri
12. Kera